# Bitertanol
Bitertanol ist ein Gemisch von vier isomeren chemischen Verbindungen aus den Gruppen der Triazole und der Biphenyl-Derivate.

## Gewinnung und Darstellung
Bitertanol kann durch eine mehrstufige Reaktion von 3,3-Dimethyl-2-butanon durch eine Chlorierung mit elementaren Chlor, durch anschließender nucleophiler Substitution des Chloratoms mit 4-Phenylphenol, Bromierung mit elementaren Brom, erneuter nucleophilen Substitution mit 1,2,4-Triazol und Reduktion des Ketons mit Wasserstoff hergestellt werden.

## Eigenschaften
Bitertanol ist ein farbloser Feststoff, der unlöslich in Wasser ist. Das technische Produkt ist eine 20:80 Mischung der (1RS,2RS)- und (1RS,2SR)-Isomere.

Stereoisomere des Bitertanols mit Angabe der CIP-Konfiguration und des Gehalts im technischen Produkt
(1R,2R)-Bitertanol (ca. 10 %)
(1S,2S)-Bitertanol (ca. 10 %)
(1R,2S)-Bitertanol (ca. 40 %)
(1S,2R)-Bitertanol (ca. 40 %)

Es ist sehr stabil gegenüber Photolyse und Hydrolyse. Die Halbwertszeit in wässriger Suspension beträgt 39,2 Tage.

## Verwendung
Bitertanol wird als Fungizid präventiv oder kurativ für die Bekämpfung bestimmter Krankheiten bei Obst und Gemüse verwendet, darunter Schorf und Monilia laxa bei Steinobst sowie zur Saatgutbehandlung gegen Fusarium spp., Septoria, Weizensteinbrand etc. Es wurde 1979 von Bayer auf den Markt gebracht.

## Zulassung
Von der Europäischen Union wurde die Verwendung als Wirkstoff von Pflanzenschutzmitteln mit Wirkung zum 1. Januar 2012 für Anwendungen als Fungizid zur Saatgutbehandlung erlaubt. Die Zulassung lief im August 2013 aus.
In den Staaten der Europäischen wie Deutschland und Österreich sowie in der Schweiz sind keine Pflanzenschutzmittel mit diesem Wirkstoff zugelassen.